# Леопольд Грац
Леопольд Грац (нім. Leopold Gratz; 4 листопада 1929, Відень — 2 березня 2006, Відень) — австрійський політик.

## Біографія
Народився у Відні, вивчав право, був членом Соціал-демократичної партії Австрії. З 1963 по 1966 рік був членом Бундесрату, з 1970 по 1971 рік Федеральним міністром освіти і мистецтв. З 1966 по 1973 рік був членом Національної ради Австрії та з 1986 по 1989 рік, також першим президентом Національної ради Австрії, з 1971 по 1973 рік в ролі лідера групи соціалістів у парламенті Австрії.
З 1973 по 1984 рік був мером і главою муніципального уряду Відня. У 1976 році став головою Віденської секції Соціал-демократичної партії Австрії. З 1984 по 1986 рік був міністром закордонних справ, а з 1986 по 1989 рік першим президентом Національрата. Термін його повноважень як мера Відня був затьмарений справою «Bauring» і скандалом навколо будівництва лікарні загального профілю Відня. Він вирішив піти з уряду в 1989 році, після чергового скандалу, справи Удо Прокша. Обтяжуючи його авторитет як другий за величиною політик Республіки Австрії, Грац добре багатозначно намагався захистити свого близького друга Удо Прокша, який згодом був визнаний винним у вбивстві шести моряків і отримав довічне ув'язнення. Після Грац вирішив відмовитися від політичної діяльності, він залишався членом партії виконкому SPO Відня, а також президентом Міжнародної конференції по Кампучії (ICK) на прохання Організації Об'єднаних Націй (ООН).
У 1979 році Леопольд Грац був нагороджений орденом Великого хреста ордена Святого Сильвестра Папою Іоанном Павлом II. У 1995 році Леопольд Грац отримав звання почесного громадянинина Відня. У 2010 році площа позаду австрійського парламенту в центрі Відня був названий на честь Леопольда Граца (Leopold-Gratz-Square).